# Лешниковска планина
Лешниковска планина е планина в Западна България, във физикогеографската област Краище, област Перник, част от Руйско-Верилската планинска група.
Планината има яйцевидна форма, като дължината ѝ ют югозапад на североизток е около 6 км, а максималната ширина в средата – до 5 км. На запад, север и изток склоновете ѝ се спускат стръмно към Трънската котловина, а на юг долината на река Лешниковица (десен приток на Ерма) я отделя от Еловишка планина. Най-високата ѝ точка връх Златарица (1085,5 м) се издига в средната ѝ част, западно от село Студен извор. отводнява се от десните притоци на река Ерма.
За разлика от повечето планини в Краището Лешниковска планина е силно залесена с ниски широколистни гори.
В подножията на планината са разположени 7 села: Берайнци, Костуринци, Лешниковци, Радово, Стайчовци, Студен извор и Ярловци.
В планината се намират и останките от Берайнската каменна кариера Гарваница, Мала гарваница – Берайнското скално светилище, късноантичната крепост Земун, останки от римска баня между селата Ярловци и Берайнци, крепостта Градище, и Берайнската късноантична църква при оброчището „Св. Георги“.

## Топографска карта
- Лист от карта K-34-46. Мащаб: 1 : 100 000.